# 恶魔在身边
《惡魔在身邊》（日語：悪魔で候～惡魔在身邊～，英語：Devil Beside You）是一部柴智屏出品和王傳仁製作的台灣偶像劇，導演林合隆，編劇毛訓容、曹筱如。改編自日本漫畫家高梨三葉（高梨みつば）原作漫畫。
該劇全球首播單位是中視與東森戲劇台，中國大陸首播單位是湖南衛視，日本首播單位是朝日放送、名古屋電視台、廣島HOME電視台、靜岡朝日電視台與神奈川電視台。

## 播出時間
- 中視綜藝台(數位頻道)於2009年4月13日起，每周六、日17:30~20：30重播。
- 中視無線台於2005年6月22日起，每周一~週五16:00~17：00重播。

## 劇情大綱
齊悅一直暗戀著籃球隊隊長源伊，終於在姊妹淘的鼓勵下決定告白，誰知告白時因為緊張過度，錯把情書交給了大一的新生─江猛。也開始了她揮之不去的惡夢。 
齊悅因為出糗倉皇逃離現場，沒有發現重要的情書遺失，江猛也以此要脅要齊悅成為他的「僕人」，齊悅成了江猛的小跟班，平時上課要幫江猛抄筆記之外，只要有任何需要，齊悅都必須完成主人的任何要求。源伊溫柔的鼓勵下，齊悅終於下定決心要徹底擺脫惡魔江猛的糾纏。誰知道，齊悅的情書居然被公佈在佈告欄上！
羞憤的齊悅不顧一切的殺去找江猛算帳，江猛卻表示自己從沒有得不到的東西。看著江猛的眼神，不安漸漸襲上齊悅心頭……在齊悅諸事不順的同時，齊悅的母親雪薇找到了屬於她的真命天子，而這個齊悅未來的父親不是別人，正是江猛的父親兼學校理事長江友暉！更糟糕的是，在江猛天使笑容的「欺騙」下，他成了籃球社的一員，而齊悅，成了籃球社經理……。
齊悅傻呼呼的相信只要和源伊一起在籃球社，就有可能和源伊成為戀人，只是在弟弟江猛的破壞下，別說和源伊單獨相處了，齊悅根本是成為江猛的「合法專屬僕人」，除了齊悅之外還有另一個人不開心，就是江猛的頭號粉絲──莉香，這讓齊悅的生活開始有了危險的存在。
源伊也發現自己有點在意齊悅，在晴紫和小彩的鼓勵下，源伊決定和齊悅說清楚。只是也看見了最不想看見的一幕──那對「危險姊弟」接吻了。當齊悅覺得自己的世界已經到了谷底，沒想到老天爺竟然給了她一個大驚喜──源伊約她去看演唱會！齊悅告訴自己：這次絕對不能搞砸！
源伊在演唱會那天目睹齊悅和江猛的口角，深知其實兩人之間只是一場誤會，看著那對危險姊弟，源伊心軟的告訴了齊悅實情，最後終於確定了自己的心意。源伊在這個三角戀裡成為輸的那一方…

## 人物介紹

### 主要演員
| 角色   | 日版原名                        | 演員                      | 介紹 |
| 江 猛  | 江戶川猛 （暱稱：阿猛）         | 賀軍翔                    | 齊悅的繼弟和愛人，阿讓的哥哥。大學一年级應用美術系，有「惡魔王子」之稱。父親是學校的理事長，班上的一票同學在他的「統治」之下，讓老師到同學對他，無不唯命是從。因為從小常被母親忽略，讓他開始隱藏情感，以冷漠的態度面對身邊的朋友、甚至親人，霸道跋扈，膽大妄為，我行我素，脾氣爆烈，但只是在保護自己，直到遇見了齊悅，他才漸漸的用心去了解身邊的人，同時也愛上了齊悅，雖然他依舊是原本的死硬脾氣，卻變的比較懂得珍惜得來不易的朋友。                                                 |
| 齊 悅  | 齊藤／江戶川茅乃 （暱稱：小悅） | 楊丞琳 （小時候：許瓊芸） | 20歲，大學二年级的學生，和所有同年纪的女孩一样，齊悅也想要談一段純純的戀愛。在學校裡，齊悅是个處事低調的女孩，不會特别去惹人注意，卻因為平易近人的個性，結交了不少朋友。從沒有真正談過戀愛的齊悅，其實一直暗戀同班同学，也是籃球隊長尚源伊，好不容易鼓起勇氣決定向心愛的人告白，沒想到卻給錯情書，讓阿猛這個惡魔來到她的生命，開始一連串的惡夢。沒想到阿猛居然是媽媽再婚對象的小孩！這個「弟弟」就這樣大搖大擺的闖進她的生活，後來漸漸地了解阿猛並且愛上了阿猛，最後跟阿猛在一起了。 |
| 尚源伊 |                                 | 王傳一                    | 篮球打的好、成绩好、身材更是性格的没话说，为了摆脱给人花瓶男子的刻板印象，尚源伊在学业方面也下了很大的苦心，力求达到内外兼备的超完美男人形象。忙碌的篮球练习、比赛，和沉重的课业一直让他无暇去经营感情生活，直到齐悦的出現，在一起不久後卻分手了。後遇到晴紫，被她慢慢地感動到，兩人就這樣陷入了曖味的關係。 |
| 晴 紫  | 春川恭子 （暱稱：小晴）         | 蔡裴琳                    | 齊悅的好友之一，外型搶眼亮麗的晴紫，可是說是大學裡知名的漂亮女生。她勇於表達自我，個性十分開朗。喜歡照顧人，朋友有難，一定第一個站出來的晴紫，是大姐姐型的女生，在齊悅軟弱或拿不定主意的時，晴紫總是能夠適時的給她意見，甚或間接逼著齊悅面對自己的內心。直來直往，卻不傷人的晴紫，敢怒敢言，在尚源伊、阿猛、齊悅之間陷入難解的關係時，扮演了齊悅的軍師一角。卻因此和尚源伊之間陷入曖昧不明的狀況…                                                                                    |

### 次要演員
| 角色   | 日版原名                  | 演員     | 介紹 |
| 辛莉香 | 諸星莉香                  | 范筱梵   | 莉香的模样清纯可人，只是眼神中的肃杀之气让人无法忽略她的存在。有一群以她为首的女大学生，更是常常成群结队的欺负所有对阿猛有好感的女孩。齐悦的出现，吸引了阿猛全部的注意力，这当然是莉香所不允许的，她决定挺身而出，保护她的爱情。就算所有男人都甘愿拜倒在她的石榴裙下，她的目光，却只愿意停留在阿猛身上，从不曾去留意另一双渴慕的眼神 |
| 陽平   | 魚住陽平                  | 增山裕紀 | 善良體貼的陽平，個性隨和，十分容易相處，也因為如此，才能夠與性格火爆的阿猛成為好友，有些怕生的陽平，也只有在莉香與阿猛面前，會展露出他悶騷的一面，他會熱情的把住阿猛不放，也會跟在莉香的身邊，希望莉香也對他像她對阿猛那樣無微不至。不過，陽平對莉香的示好，卻總是被當成是玩笑一般，沒有人知道，其實陽平的內心，是一直喜歡莉香的，他總待在阿猛的身邊，其中一個重要的原因，是因為可以看到莉香。對陽平而言，這是個寂寞且永遠得不到回應的單戀…… |
| 郭 凱  | 神崎真                    | 元駿豪   | 阿猛大學好友之一。 |
| 葉一郎 | 早見裕 （暱稱：野狼）     | 黃星綸   | 阿猛大學好友之一。 |
| 鈴 木  | 鈴木雅行                  | 蔡襦鋕   | 阿猛大學好友之一。 |
| 小 彩  | 渡邊菜郩香 （暱稱：小菜） | 傅小芸   | 齊悅的好友之一，個性脫線，常常處於一種狀況外的神遊狀態。心地善良的小彩常常是小晴調侃的對象，不過單純的小彩從來不以為意，常常向小晴討教如何才能像她一樣美麗、幻想著有一天也能成為男孩們目光的焦點。樂觀的小彩總是笑口常開，很少遇到讓她不開心的事情，源源不絕的快樂心情，或許這是老天賜給傻人有傻福的她，最好的禮物吧！ |

### 江猛跟齊悅家人
| 角色   | 日版原名             | 演員                      | 介紹 |
| 江友暉 | 江戶川守             | 何篤霖                    | 江猛的爸爸。貴為大學學校的理事長，卻喜歡偽裝成校工在校園裡出沒，或是穿著可愛的粉紅色圍裙親自下除做菜。出生名門望族的江友暉雖然家境殷富，卻沒有八股的思想，認為門當戶對才是最理想的婚姻狀態。某次在便當店看到了美麗大方的雪薇，江友暉才發現，或許阿猛想要的是一個完整的家庭，雪薇的可愛迷糊打動了江友暉，也讓江友暉下定決心，從此之後，他、雪薇、阿猛和他的另一個女兒齊悅可以享受四人的天倫之樂。 |
| 黃雪薇 | 齊藤時子／江戶川時子 | 戈偉如                    | 齊悅的媽媽。是個性格浪漫夢幻的年輕媽媽，前夫不幸在意外中喪生，她頓失依靠，卻一手撐起重任，將齊悅獨自扶養長大。看似迷糊，少根筋，家事常常要齊悅代勞，家裡也往往要靠齊悅開伙的雪薇，雖然是齊悅的母親，反倒像是齊悅的妹妹，常哭著回家，要齊悅安慰……不過她內心對女兒的愛與呵護，卻比任何人還要多，而她也一直為了能夠給齊悅一個完整的家庭而努力著。意外結識了身為學校董事長的江友暉，並決定與友暉結婚後，雪薇並不知道，齊悅與阿猛之間曖昧的關係，而這不尋常的關係，也在看似美滿的家庭中，埋下了日後暴風雨的導火線…… |
| 袁川讓 | （暱稱：阿讓）       | 曾少宗 （小時候：王逸欣） | 大智高中的學生，是阿猛的弟弟，從小身體不好有氣喘病，父母離婚後，阿讓跟著媽媽一起生活。因崇拜著阿猛，常做一些事希望能引起阿猛的注意。 |
| 袁美津 |                      | 孟庭麗                    | 是江有暉的前妻，一心想帶走阿猛到國外一起生活，彌補阿猛小時候來不及給的母愛。 |

### 特別演出
| 角色   | 日版原名   | 演員   | 介紹 |
| 椎 名  | 椎名老師   | 汪建民 | 友暉以前的秘書，喜歡美津，因知道阿讓想跟阿猛一樣強，放縱他做想做的事。                                             |
| 劉美蒂 | 西園寺留美 | 王凱蒂 | 江猛的奶奶安排江猛相親的對象，個性純真像個小公主，從小在日本留學，喜歡吃杏仁巧克力，會隨身攜帶巧克力。             |
| 莊亞莉 |            | 蔡淑臻 | 一家咖啡廳的老闆娘，是阿慎在美國大學時認識的好朋友，知道阿慎心理一直在等那女孩長大，讓她處於灰色地帶，而痛苦不已。 |
| 田思慎 |            | 吳中天 | 齊悅生父以前的學生，齊悅國中時的家庭教師                                                                           |

## 音樂
- 片頭曲：臭男人，黃義達主唱

作曲: 黃義達
填詞: 黃義達
編曲: Kenn C
- 片尾曲：曖昧，楊丞琳主唱

作曲: 小冷
填詞: 姜憶萱/顏璽軒
編曲: 屠穎
- 插曲：理想情人，楊丞琳主唱

作曲: 小冷
填詞: 艾利絲
編曲: 林從胤
- 插曲：一秒的安慰，黃義達主唱

作曲: 李焯雄
填詞: 曹宣賓
編曲: Adam Lee
- 插曲：Set Me Free，黃義達主唱

作曲: 黃義達
填詞: 黃義達
編曲: Kenn C
- 插曲：美麗的回憶，XL特大號樂團主唱

作曲: J/LEE/黃星瀚
填詞: J/LEE
編曲: XL特大號樂團
- 插曲：黯然銷魂，XL特大號樂團主唱

作曲: 石頭
填詞: 石頭
編曲: XL特大號樂團
- 配樂作曲、編曲：聲動錄音室

## 外部連結
- 互联网电影数据库（IMDb）上《恶魔在身边》的资料（英文）

## 作品的變遷
| 中視 星期日22:00                     | 中視 星期日22:00                       | 中視 星期日22:00 |
| ------------------------------------ | -------------------------------------- | ---------------- |
|                                      | 惡魔在身邊 （2005.06.26 - 2005.09.25） |                  |
| 雙璧傳說 （2005.03.13 - 2005.06.19） | 惡作劇之吻 （2005.09.25 - 2006.02.12） |                  |